# Peter Will (Widerstandskämpfer)
Peter Will (21. August 1896 in Schoonhoven – gest. zwischen 13. und 18. April 1945) war Angehöriger des niederländischen Widerstands gegen den Nationalsozialismus. Er wurde vom NS-Regime zu Tode gebracht.

## Leben
Peter Will war von Beruf Fleischbeschauer im Schlachthof der niederländischen Stadt Nijmegen und daneben ehrenamtlich Flurschütze. Er gehörte der calvinistischen Glaubensrichtung an. Die Familie hatte sechs Söhne. Seit der Besetzung des Landes durch deutsche Truppen und dem Beginn des „Arbeitseinsatzes“ von Niederländern in Deutschland half er Verweigerern, sich der Zwangsarbeit zu entziehen. Er versorgte „Untertaucher“ (onderduikers), verbreitete die Untergrundzeitung Trouw, leistete abgeschossenen alliierten Fliegern Hilfe und war in Aufklärungs-Aktivitäten einbezogen. Er gehörte der Radiogruppe des in den Niederlanden bekannten Widerstandskämpfers Hauptmann C. Hoogerland an.
Am 1. Dezember 1943 wurde Will in Nijmegen nachts zu Hause verhaftet und anschließend monatelang in Arnhem im Huis van Bewaring inhaftiert. Es ist möglich, dass seine Festnahme im Kontext des zur Unterdrückung des Widerstands gegen die deutsche Besatzung 1941 eingeführten deutschen Nacht-und-Nebel-Erlasses stand, der die geheime Verschleppung von NS-Gegnern vorsah. Im Mai 1944 kam Will in das Durchgangslager Amersfoort, wurde in der Folge nach Deutschland deportiert und musste – Nachforschungen seiner Familie zufolge – Sklavenarbeit im Außenkommando Meppen-Versen (Emsland) des KZ Neuengamme verrichten. Will gehörte im April 1945 bei der Aufgabe des Lagers Neuengamme durch die SS zu einer großen Gruppe kranker und geschwächter Häftlinge, die von den deutschen Bewachern angesichts des Vorrückens alliierter Kräfte mit einem Zug quer durch Norddeutschland nach Bergen-Belsen geschickt wurden, um sie weiterhin verfügbar zu haben. Der Zug erreichte sein Ziel vor der vorrückenden Front nicht. Insgesamt mehr als 800 Häftlinge starben auf dieser den Todesmärschen ähnlichen Zugfahrt. Peter Will war einer der 300 Toten, die am 18. April in einem Massengrab an der Bahnstrecke in Brillit verscharrt wurden. 1954 wurden sie in Einzelgräber umgebettet.
Wills ältester Sohn Bert, der ebenfalls im Widerstand gewesen war und untertauchen musste, und sein Sohn Peter recherchierten die Verfolgungsgeschichte des Vaters. Sie fanden heraus, dass Peter Will zwischen dem 13. und 18. April 1945 gestorben sein musste. 1961 erhielt die Familie einen Fragebogen zur Identifizierung des Vaters. Anhand der Informationen zu einigen körperlichen Merkmalen gelang Experten die Zuordnung. So konnten die Gebeine von Peter Will nach ihrer Exhumierung am 27. September 1966 auf einem niederländischen Ehrenfriedhof bestattet werden.
Peter Will schrieb 1944, einige Monate nach seiner Verhaftung und unmittelbar vor der Deportation in ein Konzentrationslager in Deutschland einen nicht abgeschickten Abschiedsbrief an seine Frau und seine Söhne, der erhalten ist. Eine Reihe von Habseligkeiten ehemaliger Häftlinge des KZ Neuengamme war nach Kriegsende von britischen Soldaten in der Nähe von Husum gefunden worden, wurde jedoch unter falschem Namen eingeordnet, darunter solche von Will. Der Fund wurde 1963 dem Internationalen Suchdienst (ITS) in Bad Arolsen übergeben. Durch einen Zufall konnte das Eigentum von Will (Brief, Brieftasche und Fotos) diesem zugeordnet und so seiner Familie übergeben werden. Wills Brief trägt das Datum vom 17. September 1944. An diesem Tag waren in seiner Heimatstadt die ersten Angehörigen der US-Streitkräfte zu sehen gewesen.
Für die Familie höre die Geschichte nie auf, sie bleibe „immer in den Gedanken“, erklärte Sohn Joop Will bei der Übergabe der Relikte des Widerstandskämpfers in Bad Arolsen. Peter Will jun. berichtete, die Familie habe 1949 vom Gemeindeamt Nijmegen den Ehering, einen Füllfederhalter und eine Bibel seines Vaters ausgehändigt bekommen. Deshalb hätten sie nie vermutet, dass weitere persönliche Gegenstände erhalten sein könnten.

## Rezeption von Wills Vita
Bereits kurz nach dem Ende des Kriegs wurde an Wills früherem Arbeitsplatz, dem Schlachthof von Nijmegen ein Gedenkstein gesetzt, der an ihn als an einen Menschen erinnert, der „sein Leben für unsere Freiheit gab“. Für seine Hilfe für alliierte Flieger erhielt er posthum eine Urkunde von General Dwight Eisenhower, dem damaligen Oberbefehlshaber der US-Streitkräfte in Europa, und von dem Kommandanten der britischen Streitkräfte. Will ist bestattet auf dem 1949 eröffneten niederländischen Nationalen Ehrenfeld in Loenen bei Apeldoorn.
Die beiden bekannten niederländischen Journalisten Pauline Broekema und George Marlet thematisierten den von Will geleisteten Widerstand und dessen Verfolgungsgeschichte 2009 in niederländischen Veröffentlichungen, die Söhne Bert und Peter publizierten 2009 ein Buch. Die Heimatstadt Nijmegen erinnert an ihn mit einer biografischen Darstellung auf ihrer Seite zur Ehrung ihrer Kriegstoten unter der Überschrift „Widerstand in der Illegalität“.